# Jonathan Aberdein
Jonathan Aberdein (* 14. Februar 1998 in Kapstadt) ist ein südafrikanischer Automobilrennfahrer. 2019 startete er für das W Racing Team in der DTM.

## Werdegang
Jonathan Aberdein ist der Sohn des südafrikanischen Automobilrennfahrers Chris Aberdein.
2016 debütierte er für Motopark in der Deutschen Formel-4-Meisterschaft. Mit einem zweiten Platz im dritten Wertungslauf von Zandvoort konnte er sich einmal auf dem Podium platzieren. Für Motopark startete er auch in der Formel-4-Meisterschaft der Vereinigten Arabischen Emirate 2016/17, in der er Meister wurde. 2017 erreichte er mit vier Podestplätzen den neunten Rang der Deutschen Formel-4-Meisterschaft. In der Saison 2018 ging er in der Europäischen Formel-3-Meisterschaft an den Start. Mit drei dritten Plätzen als beste Resultate wurde er Zwölfter des Gesamtklassements.
2019 pilotierte Aberdein für das W Racing Team ein Kundenfahrzeug von Audi in der DTM. Er war dort Teamkollege von Pietro Fittipaldi und gemeinsam mit BMW-Fahrer Sheldon van der Linde der erste südafrikanische Fahrer in der Geschichte der Rennserie. Bei seinen ersten beiden Rennen in Hockenheim erreichte er den 15. und den 12. Platz. In Misano erzielte er seine ersten Wertungspunkte. Insgesamt konnte er sich in acht der 18 Rennen in den Punkterängen platzieren. Zwei vierte Plätze im Sonntagsrennen von Assen sowie im Samstagsrennen am Nürburgring waren seine besten Resultate. Insgesamt erzielte er 67 Zähler und schloss die Saison auf Platz zehn der Fahrerwertung ab.

## Statistik

### Karrierestationen
| - 2012–2016: Kartsport - 2016: Deutsche Formel-4-Meisterschaft (Platz 14) | - 2017: Formel-4-Meisterschaft der Vereinigten Arabischen Emirate (Meister) - 2017: Deutsche Formel-4-Meisterschaft (Platz 9) | - 2018: Europäische Formel-3-Meisterschaft (Platz 12) - 2019: DTM (Platz 10) |

### Le-Mans-Ergebnisse
| Jahr | Team              | Fahrzeug | Teamkollege      | Teamkollege      | Platzierung | Ausfallgrund |
| ---- | ----------------- | -------- | ---------------- | ---------------- | ----------- | ------------ |
| 2021 | United Autosports | Oreca 07 | Nicolas Jamin    | Manuel Maldonado | Ausfall     | Unfall       |
| 2022 | Jota              | Oreca 07 | Oliver Rasmussen | Ed Jones         | Rang 7      |              |

### Einzelergebnisse in der FIA-Langstrecken-Weltmeisterschaft
| Saison | Team              | Rennwagen | 1   | 2   | 3   | 4   | 5   | 6   |
| ------ | ----------------- | --------- | --- | --- | --- | --- | --- | --- |
| 2021   | United Autosports | Oreca 07  | SPA | POR | MON | LEM | BAH | BAH |
| 2021   | United Autosports | Oreca 07  | DNF |     |     |     |     |     |
| 2022   | Jota              | Oreca 07  | SEB | SPA | LEM | MON | FUJ | BAH |
| 2022   | Jota              | Oreca 07  | 8   | DNF | 7   | 13  | 7   | 11  |

### Statistik in der DTM
Diese Statistik umfasst alle Teilnahmen des Fahrers an der DTM.

#### Gesamtübersicht
Stand: Saisonende 2019
| Saison | Team          | Hersteller | Fahrzeug      | Rennen | Siege | Zweiter | Dritter | Poles | schn. Rennrunden | Punkte | Pos. |
| ------ | ------------- | ---------- | ------------- | ------ | ----- | ------- | ------- | ----- | ---------------- | ------ | ---- |
| 2019   | W Racing Team | Audi       | Audi RS 5 DTM | 18     | –     | –       | –       | –     | –                | 67     | 10.  |

#### Einzelergebnisse
| Saison | 1   | 2   | 3   | 4   | 5   | 6   | 7   | 8   | 9   | 10  | 11  | 12  | 13  | 14  | 15  | 16  | 17  | 18  |
| ------ | --- | --- | --- | --- | --- | --- | --- | --- | --- | --- | --- | --- | --- | --- | --- | --- | --- | --- |
| 2019   | HO1 | HO1 | ZOL | ZOL | MIS | MIS | NOR | NOR | ASS | ASS | BRH | BRH | LAU | LAU | NÜR | NÜR | HO2 | HO2 |
| 2019   | 15  | 12  | DNF | 12  | 82  | 73  | 13  | 14  | 6   | 42  | 9   | 13  | 14  | 62  | 4   | 5   | 12  | DNF |

| \| Farbe \| Bedeutung \| \| ------------- \| --------------------------------------- \| \| Gold \| Sieger \| \| Silber \| 2. Platz \| \| Bronze \| 3. Platz \| \| Grün \| Platzierung in den Punkten \| \| Blau \| Klassifiziert außerhalb der Punkteränge \| \| Violett \| Rennen nicht beendet (DNF) \| \| Violett \| nicht klassifiziert (NC) \| \| Rot \| nicht qualifiziert (DNQ) \| \| Schwarz \| disqualifiziert (DSQ) \| \| Weiß \| nicht am Start (DNS) \| \| Weiß \| zurückgezogen (WD) \| \| Weiß \| Rennen abgesagt (C) \| \| ohne Farbe \| nicht am Training teilgenommen (DNP) \| \| ohne Farbe \| verletzt oder krank (INJ) \| \| ohne Farbe \| ausgeschlossen (EX) \| \| ohne Farbe \| nicht erschienen (DNA) \| \| fett \| Pole-Position \| \| kursiv \| Schnellste Rennrunde \| \| unterstrichen \| WM-Führung \| \| hochgestellt \| Platzierung im Sprintrennen \| | - Fett – Pole-Position - Kursiv – Schnellste Rennrunde - Unterstrichen – Gesamtführender - * – nicht im Ziel, aufgrund der zurückgelegten Distanz, aber gewertet - 1 – 3 Punkte für schnellste Qualifikationsrunde - 2 – 2 Punkte für zweitschnellste Qualifikationsrunde - 3 – 1 Punkt für drittschnellste Qualifikationsrunde |
| Farbe | Bedeutung |
| Gold | Sieger |
| Silber | 2. Platz |
| Bronze | 3. Platz |
| Grün | Platzierung in den Punkten |
| Blau | Klassifiziert außerhalb der Punkteränge |
| Violett | Rennen nicht beendet (DNF) |
| Violett | nicht klassifiziert (NC) |
| Rot | nicht qualifiziert (DNQ) |
| Schwarz | disqualifiziert (DSQ) |
| Weiß | nicht am Start (DNS) |
| Weiß | zurückgezogen (WD) |
| Weiß | Rennen abgesagt (C) |
| ohne Farbe | nicht am Training teilgenommen (DNP) |
| ohne Farbe | verletzt oder krank (INJ) |
| ohne Farbe | ausgeschlossen (EX) |
| ohne Farbe | nicht erschienen (DNA) |
| fett | Pole-Position |
| kursiv | Schnellste Rennrunde |
| unterstrichen | WM-Führung |
| hochgestellt | Platzierung im Sprintrennen |